# Yvonne Buter
Yvonne Buter (* 18. März 1959 in Schiedam) ist eine ehemalige niederländische Hockeytorfrau. Sie gewann mit der niederländischen Nationalmannschaft die olympische Bronzemedaille 1988.

## Sportliche Karriere
1986 waren die Niederlande gastgebende Nation bei der Weltmeisterschaft in Amstelveen. Die Niederländerinnen gewannen ihre Vorrundengruppe trotz einer Niederlage gegen das kanadische Team. Nach einem 3:1-Halbfinalsieg gegen die Neuseeländerinnen trafen die Niederlande im Finale auf die deutsche Mannschaft und gewannen den Titel mit einem 3.0-Sieg. Stammtorhüterin war Det de Beus, Yvonne Buter stand im letzten Gruppenspiel gegen Spanien in der zweiten Halbzeit im Tor. Auch bei der Europameisterschaft 1987 siegten die Niederländerinnen mit der Stammtorhüterin Det de Beus und Yvonne Buter als Ersatz. Bei den Olympischen Spielen 1988 in Seoul stand Yvonne Buter beim 1:0 im Vorrundenspiel gegen die argentinische Mannschaft im Tor. Die Niederländerinnen unterlagen im Halbfinale den Australierinnen mit 2:3. Im Spiel um Bronze bezwangen sie die britische Olympiaauswahl mit 3:1.
Insgesamt wirkte Yvonne Buter in 30 Länderspielen mit. Yvonne Buter spielte für den Verein HGC Wassenaar, mit dem sie mehrfach niederländische Meisterin war.